# Ciąża wysokiego ryzyka
Ciąża wysokiego ryzyka – ciąża, w której istnieją czynniki ryzyka związane z możliwością jej niekorzystnego zakończenia.

## Czynniki ryzyka
- wiek matki - poniżej 15 lub powyżej 40 lat
- dane z wywiadu:
  - poród martwego niemowlęcia
  - niska masa urodzeniowa dziecka (<1500 g)
  - poród przedwczesny
- choroby matki (np. cukrzyca, nadciśnienie tętnicze, stłuszczenie wątroby, narkomania, alkoholizm)
- cechy bieżącej ciąży:
  - plamienia
  - łożysko przodujące
  - wielowodzie
  - ciąża mnoga
- wady narządu rodnego matki (np. macica dwurożna)
- wady rozwijającego się organizmu, letalne lub nie (np. rozszczep kręgosłupa, nieprawidłowości chromosomowe)
- wypadek (np. wywołanie nim skurczy macicy przed terminem porodu lub pęknięcie macicy)
- przyczyny idiopatyczne
- nieprawidłowości hormonalne (np. niewydolność ciałka żółtego)